# Fred Julsing
Fred A. Julsing (* 12. März 1942 in Den Haag; † 15. Januar 2005 in Kalifornien) war ein niederländischer Cartoonzeichner.

## Leben
Julsing war ein Sohn des Zeichners und Kinodirektors Fred Julsing Sr. (22. Februar 1908 – 1983), der in den 1948er Jahren unter dem Pseudonym „Larry Morgan“ einige Comics veröffentlicht hatte. Bereits als junger Künstler  veröffentlichte er in der Zeitschrift Autovisie 1958 seine ersten Cartoons und gewann zwei Jahre später für seine Lithografien den  nach dem Maler Jacob Maris benannten Jacob-Maris-Preis für Grafik in Den Haag. Bald danach wurde er Anfang der 1960er Jahre Assistent bei der Produktion des Zeitungscomicstrips Heer Bommel beziehungsweise Ollie B. Bommel von Marten Toonder, für den er mehr als sechs Jahre lang die Vorlagen oder Vorskizzen zeichnete. Anschließend begann er unter seinem eigenen Namen zahlreiche Comics oder illustrierte Geschichten in Magazinen wie Baberiba, Margriet, Pep oder Taptoe zu zeichnen. Er wurde zudem durch eine Reihe von Märchenadaptionen bekannt, darunter Hänsel und Gretel, Das tapfere Schneiderlein und Der Rattenfänger von Hameln. Er arbeitete bei mehreren Werken mit Anita Broekveldt zusammen.
1970 zeichnete er Komkommertje en Martientje, eine Geschichte, die in Inhalt und Form stark Paulus de boskabouter des Jan van Oort (1921–2006, Pseudonym Jean Dulieu) angelehnt war. Julsing arbeitete von 1972 bis 1973 als Redakteur und Layouter für das Comic-Nachrichtenmagazin Stripschrift und als politischer Karikaturist für Het Vrije Volk. Er Zeichnete zudem 1975 bis 1976 für Veronicagids einen Comic über den niederländischen Komiker André van Duin. In Zusammenarbeit mit Theo Steeman schuf Julsing 1986 und 1989 neue Folgen von Wittes Dagboek für die Wochenzeitung Donald Duck.
Nachdem er 1992 im portugiesischen Faro den Absturz seines Flugzeugs (Martinair-Flug 495 mit einer DC-10) und das Inferno überlebte, siedelte Julsing nach Kalifornien über, wo er sich von der Arbeit als Zeichner zurückzog. Sein letzter Comicstrip war Pietsie & Pop en de Zonen van O in Taptoe 1993. Er begann fortan die Erfahrungen des Flugzeugunglücks in spirituellen Bilder zu verarbeiten und veröffentlichte schließlich 2002 mit Tien Jaren Net Niet Dood eine illustrierte Chronik des Flugzeugabsturzes in Het Parool. Anschließend wollte er eine neue Karriere starten.

## Werke (Auswahl)
- Wellington Wish. Oberon, Haarlem 1971–1973.
- De Broertjes Samovarof & Co. Oberon, Haarlem 1974–1975.
- Witte’s Dagboek.
- Ukkie.
- Tuimel en Ich.
- De rattenvanger van Hamelen. 1981, ISBN 90-208-5793-2.
- Hans en Grietje. 1981, ISBN 90-208-5233-7.
- Het dappere snijdertje. Amsterdam 1984, ISBN 90-6477-094-8.